# 賈迪斯鎮區 (明尼蘇達州羅索縣)
賈迪斯鎮區（英語：Jadis Township）是位於美國明尼蘇達州羅索縣的一個行政鎮區。

## 地方資料
賈迪斯鎮區的面積為128.04平方千米，皆為陸地。根據2020年美國人口普查的數據，當地共有人口624人，而人口密度為每平方千米4.87人。